# ISO 3166-2:NG
Cet article présente les données ISO 3166-2 pour le Nigeria.

## Mise à jour
ISO 3166-2:2000-06-21 no 1.

## Territoire de la capitale fédérale
| Code  | Nom                                           |
| ----- | --------------------------------------------- |
| NG-FC | Territoire de la capitale fédérale du Nigeria |

## États
| Code  | Nom                 |
| ----- | ------------------- |
| NG-AB | État d'Abia         |
| NG-AD | État d'Adamawa      |
| NG-AK | État d'Akwa Ibom    |
| NG-AN | État d'Anambra      |
| NG-BA | État de Bauchi      |
| NG-BY | État de Bayelsa     |
| NG-BE | État de Benue       |
| NG-BO | État de Borno       |
| NG-CR | État de Cross River |
| NG-DE | État du Delta       |
| NG-EB | État d'Ebonyi       |
| NG-ED | État d'Edo          |
| NG-EK | État d'Ekiti        |
| NG-EN | État d'Enugu        |
| NG-GO | État de Gombe       |
| NG-IM | État d'Imo          |
| NG-JI | État de Jigawa      |
| NG-KD | État de Kaduna      |
| NG-KN | État de Kano        |
| NG-KT | État de Katsina     |
| NG-KE | État de Kebbi       |
| NG-KO | État de Kogi        |
| NG-KW | État de Kwara       |
| NG-LA | État de Lagos       |
| NG-NA | État de Nassarawa   |
| NG-NI | État de Niger       |
| NG-OG | État d'Ogun         |
| NG-ON | État d'Ondo         |
| NG-OS | État d'Osun         |
| NG-OY | État d'Oyo          |
| NG-PL | État de Plateau     |
| NG-RI | État de Rivers      |
| NG-SO | État de Sokoto      |
| NG-TA | État de Taraba      |
| NG-YO | État de Yobe        |
| NG-ZA | État de Zamfara     |